# Estuário do Espírito Santo

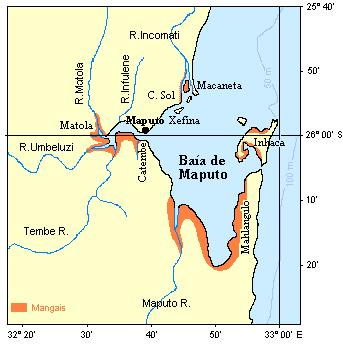
Baía de Maputo, vendo-se o Estuário do Espírito Santo próximo do centro

O Estuário do Espírito Santo é um braço-de-mar na margem ocidental da Baía de Maputo onde desaguam 4 rios: o Tembe, o Umbeluzi, o Matola e o Infulene. Sua profundidade máxima é de 11 metros, com os canais dragados.
A margem norte deste estuário apresenta uma grande actividade económica, terminando num grande porto comercial e de pesca. A parte que se encontra no município da Matola é altamente industrializada, incluindo uma antiga refinaria de petróleo, uma fábrica de cimento, salinas e outras actividades.
A parte das margens não modificada pelo homem é povoada por mangais e encontra-se submetida a enorme pressão pelas referidas actividades económicas. No entanto, o estuário é ainda utilizado por muitos pescadores, uma vez que ali abunda camarão e outros mariscos.

## Toponímia
O termo estuario de Espíritu Santo faz referência à antiga denominação do Rio Matola, que era conhecido em português como Río Espírito Santo.